# 김태욱 (1987년)
김태욱(한국 한자: 金兌昱, 1987년 7월 9일 ~ )은 대한민국의 전 축구 선수로서 포지션은 미드필더이다. 2009년 경남 FC에 입단하여 주전으로 도약하며 경상남도 출신의 프랜차이즈 스타로 각광받았으나 2011년 K리그 승부조작 사건에 연루되어 징계를 받고 팀에서 방출되었다.